# ویت یدلیچکا
ویت یدلیچکا (به چکی: Vít Jedlička) سیاستمدار، لیبرترین و کنشگر مدنی اهل جمهوری چک، بنیانگذار ریزکشور لیبرلند و اولین رئیس‌جمهور این کشور می‌باشد.

## تحصیلات
«ویت یدلیچکا» در دانشگاه اقتصاد پراگ (به چکی: Vysoká škola ekonomická v Praze) تحصیل کرده و در سال ۲۰۰۹ مدرک کارشناسی اقتصاد خود را دریافت نمود. وی سپس به تحصیل در مؤسسه سورو (به چکی: CEVRO Institut) در رشتهٔ علوم سیاسی ادامه داد و در سال ۲۰۱۴ مدرک کارشناسی ارشد خویش را دریافت کرد.

## فعالیت سیاسی
یدلیچکا در سال ۲۰۰۱ به عضویت «حزب شهروندان آزاد» درآمد و هم‌اکنون رهبری این حزب را در سرزمین تاریخی بوهم در شمال شرق جمهوری چک بر عهده دارد.

## لیبرلند
«ویت یدلیچکا» در تاریخ ۱۳ آوریل سال ۲۰۱۵ در زمینی بی مدعا به مساحت ۷ کیلومتر مربع در غرب کرانهٔ رود دانوب و بین دو کشور کرواسی و صربستان ریزکشور جدیدی به نام «لیبرلند» را بنیانگذاری نمود.
به گفتهٔ وی عواملی همچون بالا بودن مالیات‌ها، توزیع نابرابر درآمدها و در کل تنظیمات (اقتصادی) بیش از حد زیاد در جمهوری چک او را بر آن داشت تا کشور آزاد «لیبرلند» را بنا نهد. همچون اغلب لیبرترین‌ها یدلیچکا مخالف مالیات و نیز کمک‌های دولتی است. به گفتهٔ وی در کشور لیبرلند مالیات اختیاری خواهد بود و او اعتقاد راسخ دارد که حتی اگر هیچ‌کس هم مالیاتی پرداخت نکند، پول به اندازهٔ کافی موجود خواهد بود.